# Papyrus 9
- Papyrus
- Onciale
- Minuscules
- Lectionnaire

Le Papyrus 9 ({\displaystyle {\mathfrak {P}}}9) est une copie du Nouveau Testament en grec, réalisée sur un rouleau de papyrus au IIIe siècle.
Le texte s'agit de l'Évangile selon Jean (4,11-12.14-17). Il fut écrit en une colonne, de 16 lignes par colonne.
Le texte est de type alexandrin. Kurt Aland le classe en Catégorie I.
Le manuscrit a été examiné par Grenfell et Hunt.
{\displaystyle {\mathfrak {P}}}9 a été découvert en Oxyrhynque. Il est actuellement conservé à l'Université Harvard (Semitic Museum, Inv. 3736),.